# Halottak napja

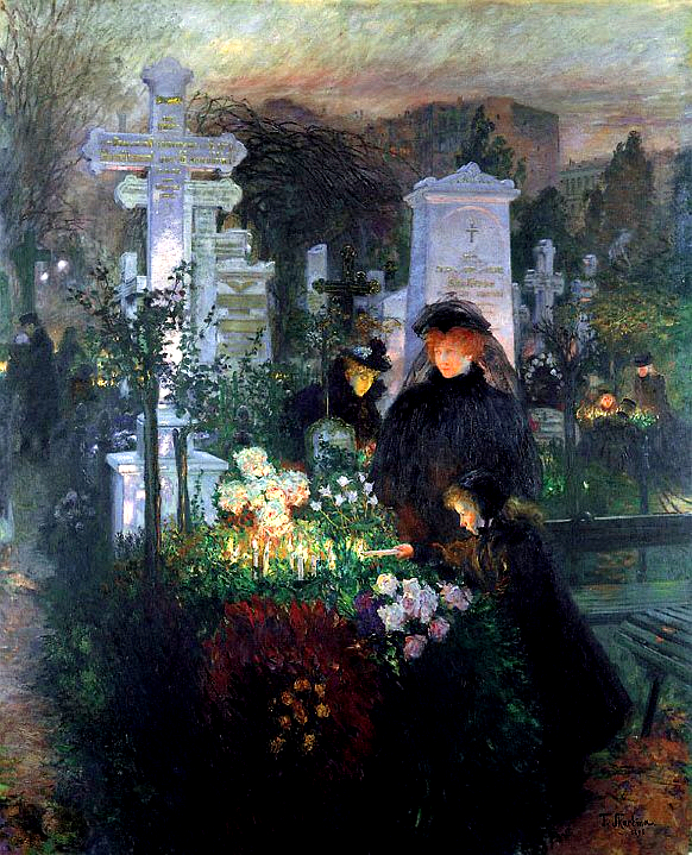
Franz Skarbina: Halottak napja (1896), Nemzeti Galéria, Berlin, Németország

A halottak napja (latinul Commemoratio omnium Fidelium Defunctorum) keresztény ünnep az elhunyt, de az üdvösséget még el nem nyert, a tisztítótűzben lévő hívekért. A katolikusok november 2-án tartják, egyháztanilag a »szenvedő egyház« (ecclesia patiens) ünnepe, a mindenszentek november 1-i főünnepét követő ünnepnap, amikor a »küzdő egyház« (ecclesia militans) a »szenvedő egyházról« (ecclesia patiens) emlékezik meg. Ezen a napon sokan gyertyát, mécsest gyújtanak elhunyt szeretteik emlékére, és felkeresik a temetőkben hozzátartozóik sírját. Magyarországon a halottak napja fokozatosan vált a katolikus egyház ünnepnapjából – általános, felekezetektől független – az elhunytakról való megemlékezés napjává.

## Az ünnep története

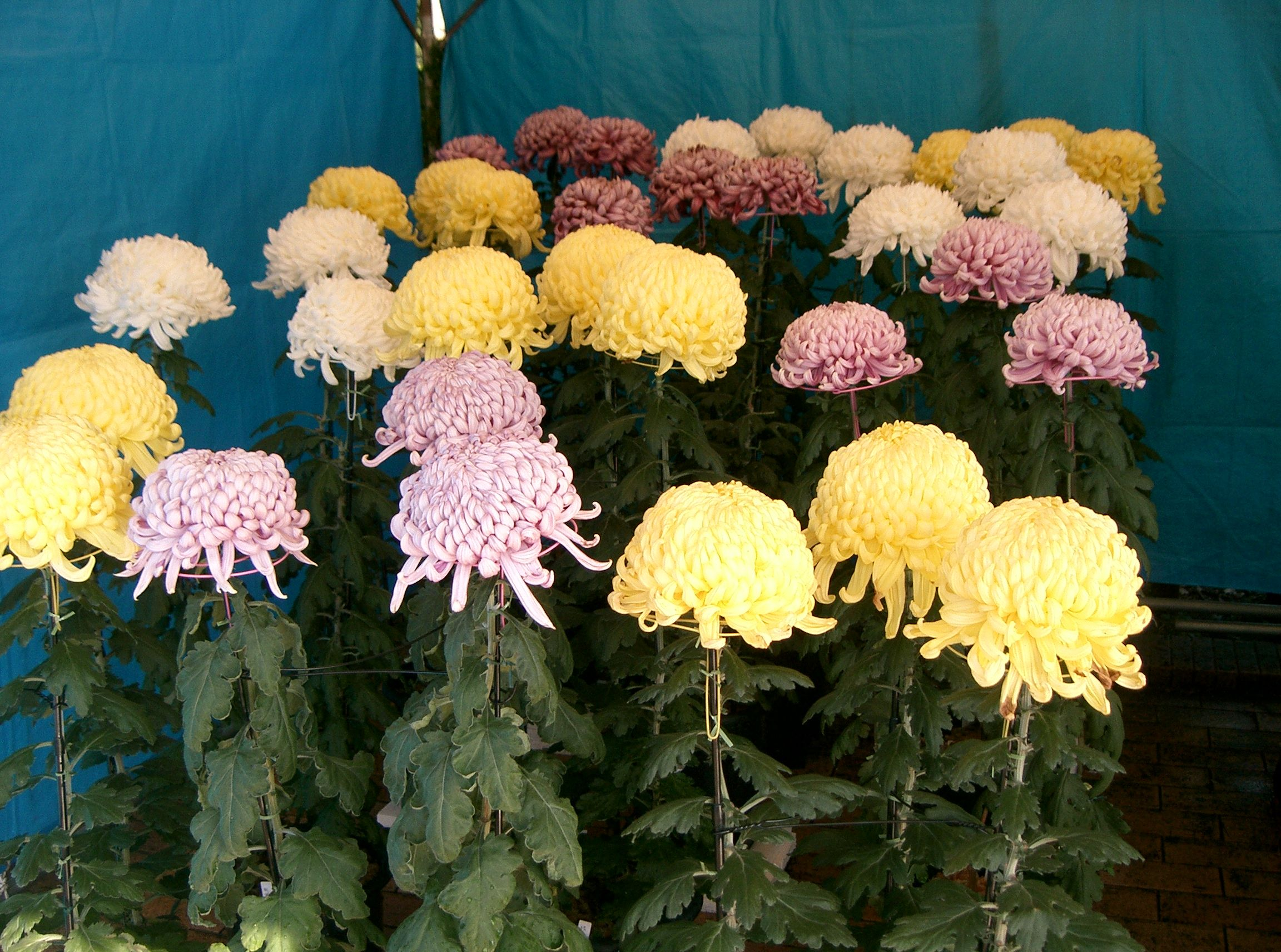
Az európai kultúrában és így Magyarországon is, a krizantém a kegyelet és emlékezés virága, Az emberek halottak napján ezzel díszítik elhunyt szeretteik sírját

Az ókori rómaiak őseiket és hőseiket istenként és félistenként tisztelték. A holtak tiszteletének szánt, róluk megemlékező ünnep már az ókori Rómában is létezett feralia néven. Február 22-én minden római család megülte a caristiát, a kölcsönös szeretet ünnepét, s egymást megajándékozva, vidámsággal oldották föl a feralia komorságát. A holtakról való megemlékezés az ókereszténység kora óta, a 3. századtól, minden liturgiában megtalálható volt a Szentmisében. 
Az egyházban először 998-ban ünnepelték önálló ünnepként a Halottak napját. Szent Odiló clunyi bencés apát kezdeményezése volt, hogy a mindenszentek napja után, amely az üdvözült lelkekre emlékezik, emlékezzenek meg valamennyi elhunyt hívőről is. 
Az ünnep a 11. században terjedt el széles körben, s a 14. században vált hivatalossá. A halottak napján mondott imádság a Halottak olvasója, amely öt tizedből áll, Jézus öt sebének emlékezetére. Az elhunyt szeretteinkről való megemlékezés, az értük való közbenjárás a purgatórium (tisztítótűz) -beli szenvedéseik enyhítésére katolikus hittételen alapul. Vigasztalást nyújt a hátramaradottaknak, hogy így tehetnek valamit elköltözött szeretteikért imával, vezekléssel, szentmisével. A halottak napi gyászmisék az örök életről és a feltámadásról szólnak.

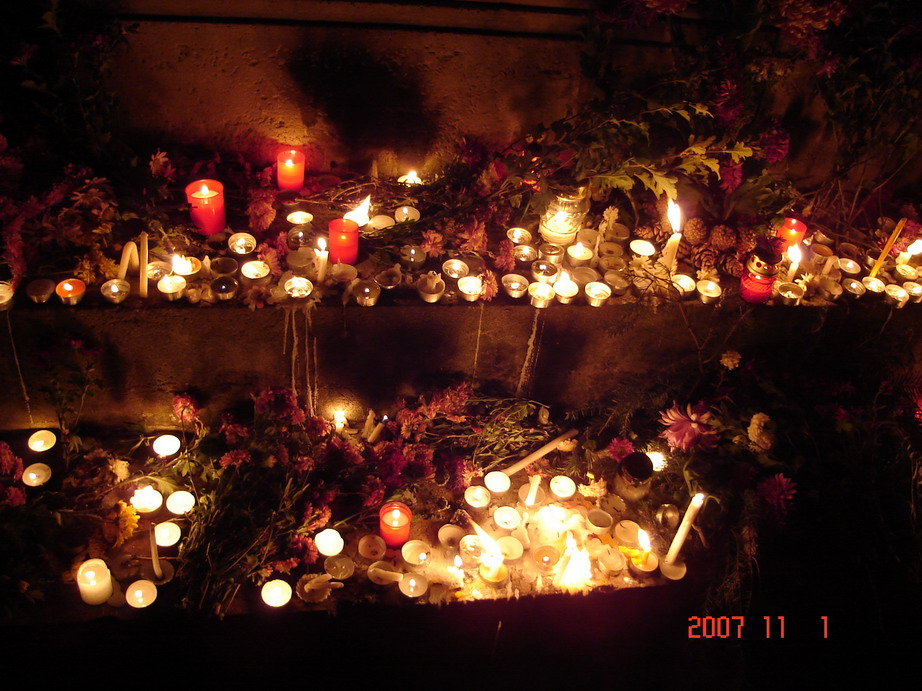
A Házsongárdi temetőben, halottak napján

## Halottak napja a magyar keresztény közösségek körében
Magyarországon a két egymást követő ünnephez kötődő szokások széles körben élnek a nem katolikusok között is. A régi magyar népnyelvben „lölkök napja” (=lelkeknek emlékezete) elnevezése volt. A protestánsok régebben nem gyújtottak gyertyát, csak a reformáció emléknapján október 31-én mentek ki a temetőbe, mindenszentekkor vagy halottak napján nem. Mára az ünnepkör a protestáns magyar közösségeknél három-, négynaposra bővült, és november elsején és/vagy másodikán is kimennek a sírkertbe. Sokan gyertyát is gyújtanak.

## Halottak emlékezete egyéb keresztény felekezeteknél
Az eredetileg katolikus ünnepet és népi hagyományait más felekezetek is átvették. Így nemcsak a katolikus hívek ünnepe, hanem a reformáció több felekezete is elfogadta. Az evangélikusok és az unitáriusok hivatalosan is elismerték. Az evangélikusok a mindenszentek ünnepét is és a halottak napját is megtartják, abban az időpontban, mint a római katolikusok, bár nem tartozik a fő ünnepek közé. A reformátusok csak szokásjog alapján, a templomon kívül emlékeznek meg az elhunytakról. Az ortodox kereszténység ünnepi naptárában több halottak napja is szerepel. A bizánci szertartásban a pünkösd előtti szombaton ünneplik. A halottak napját az anglikán egyházban nem tartják meg, bár a vallás bizonyos irányzatai – amelyek nyitottak a katolicizmus irányába – újra visszaemelték a megemlékezéseket.

## Halottak emlékezete a nem keresztények körében
A zsidó hagyományokon belül Mózes halálához köthető a halottakról való emlékezés a legerősebben.
Sokan a jom kippur ünnepekor emlékeznek meg halottaikról.